# Bac Giang (cidade)
Bac Giang (em vietnamita: Bắc Giang) é uma cidade no Vietname, capital da província de Bac Giang e o principal aglomerado urbano da localidade. Seu nome significa "a norte do rio." O Rio Thuong atravessa a parte sul da cidade, indo em direção à cidade-província de Haiphong.
A cidade está situada à 50 quilômetros de Hanói, capital vietnamita, e possui uma área de 66,45 km². Sua população, em 2010, era de 145 249 habitantes.